# Centro Histórico de Tunja

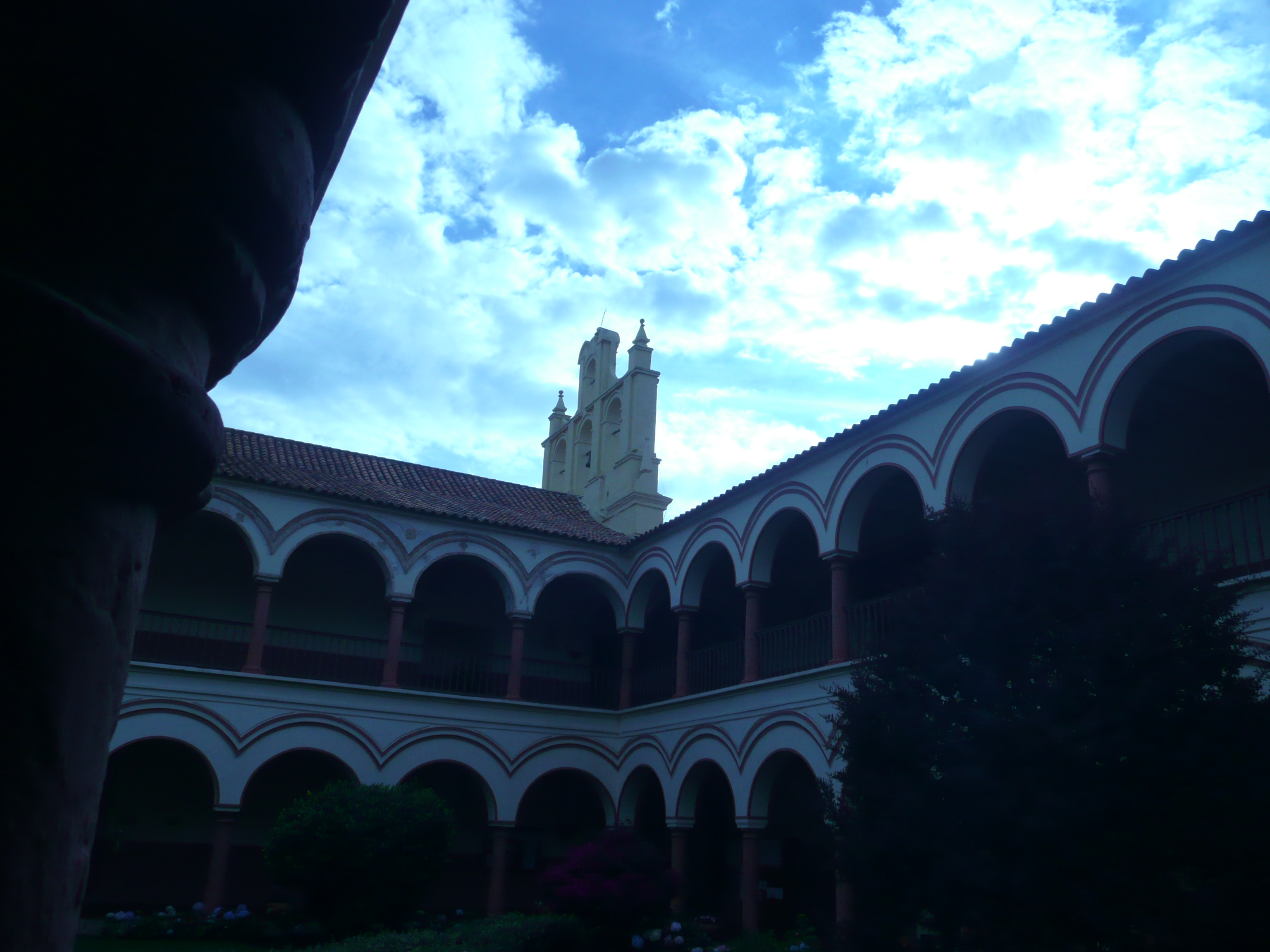
Campanario del Convento de San Agustín

El Centro Histórico de Tunja es el nombre de la Comuna 5 de la ciudad de Tunja que comprende el conjunto urbanístico en conservación y patrimonio de la nación según la ley 163 del 30/12/1959, la sede de gobierno municipal y departamental, los principales entes administrativos, museos, parques, iglesias y monumentos.

## Historia
El diseño arquitectónico original de la ciudad está plasmado en el plano de la ciudad, diseñado por el Arzobispo Fernando Arias de Ugarte en 1623 y conservado en el Palacio Arzobispal. En este primer diseño aparecen 13 iglesias de las 14 iglesias coloniales, 6 conventos y grandes mansiones de caballeros españoles de estilo Plateresco y Renacentista con escudos españoles, ostentando el mayor número de ellos en toda América Hispánica, lo cual demostraba la jerarquía de gobernantes y encomendadores, jueces, procuradores y cabildantes. La arquitectura civil y religiosa, la ornamentación y las obras de arte son las más importante muestra del Renacimiento, del Manierismo, del Barroco y del Mudéjar más rico de la época hispánica. Las construcciones generalmente son de uno o dos niveles con claustros, algunas de ellas en forma de L, con dinteles y soportes en madera, columnas Toscanas, capiteles de diversos estilos, pisos y escaleras en ladrillo, piedra y madera además de grandes puertas. Las pinturas comúnmente encontradas corresponden a modelos decorativos de la fauna exótica desconocida de América.
Durante la época de oro de la ciudad desde la segunda mitad del siglo XVI hasta el siglo XVIII la ciudad se privilegió de diversas manifestaciones artísticas al ser punto de travesía en el camino desde el río Magdalena hacia la capital, del estilo artístico denominado La Escuela de Tunja

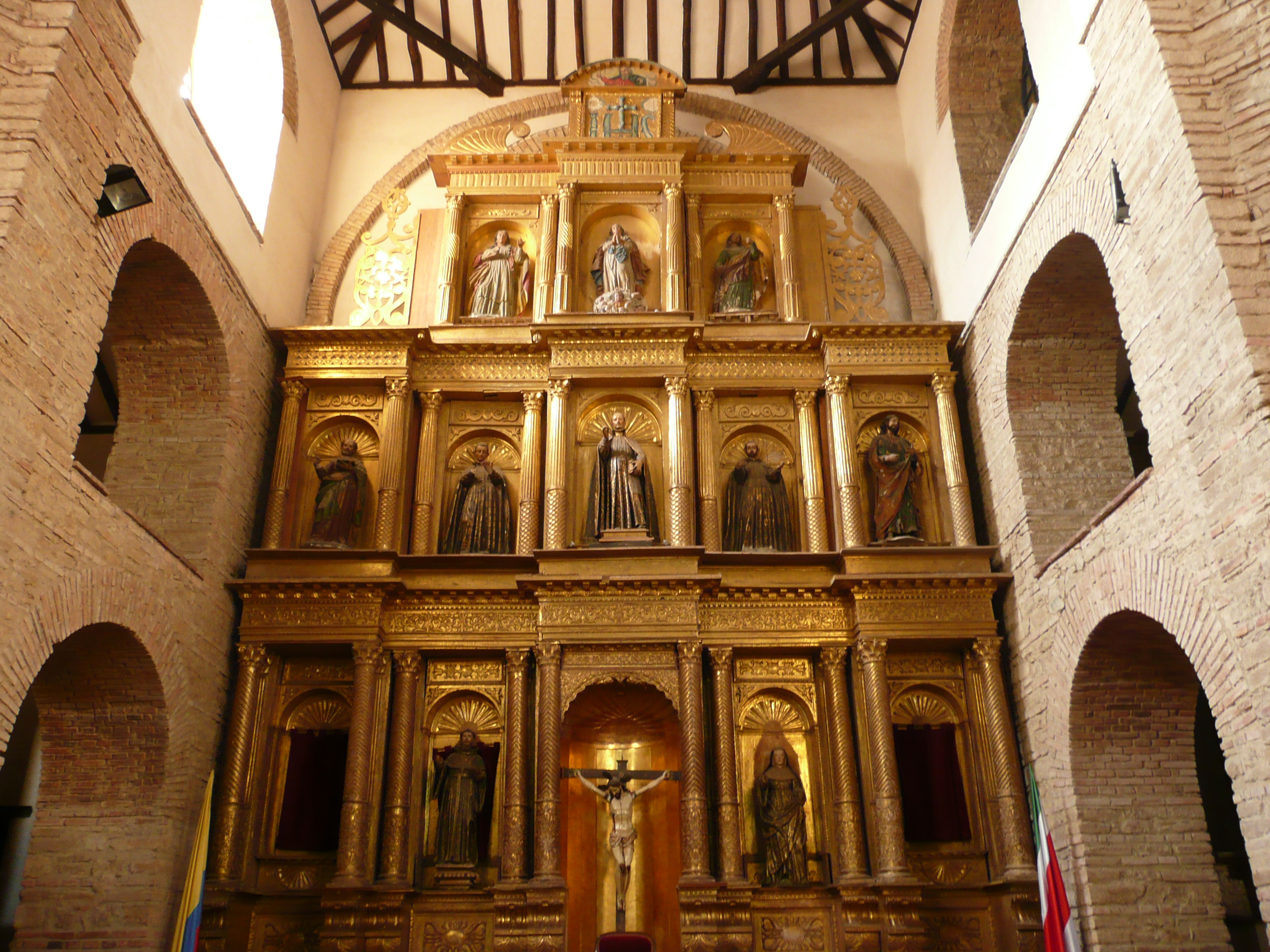
Altar Mayor de la Iglesia de San Ignacio

## Geografía
El centro histórico se encuentra situado sobre una meseta hacia el costado occidental del valle del río Jordán, primer afluente del río Chicamocha. Las construcciones coloniales se concentran a lo largo de 19 barrios céntricos.

### Límites
Norte: Diagonal 38, Autopista Panamericana: Comuna 2

Sur: Avenida Oriental: Comuna 8

Este: Avenida Oriental: Comuna 7

Oeste: Carrera 14 (hasta calle 20) y Carrera 16 (K14-16):Comuna 4 y Transversal-Carrera 14 (K14) Comuna 6

### División administrativa

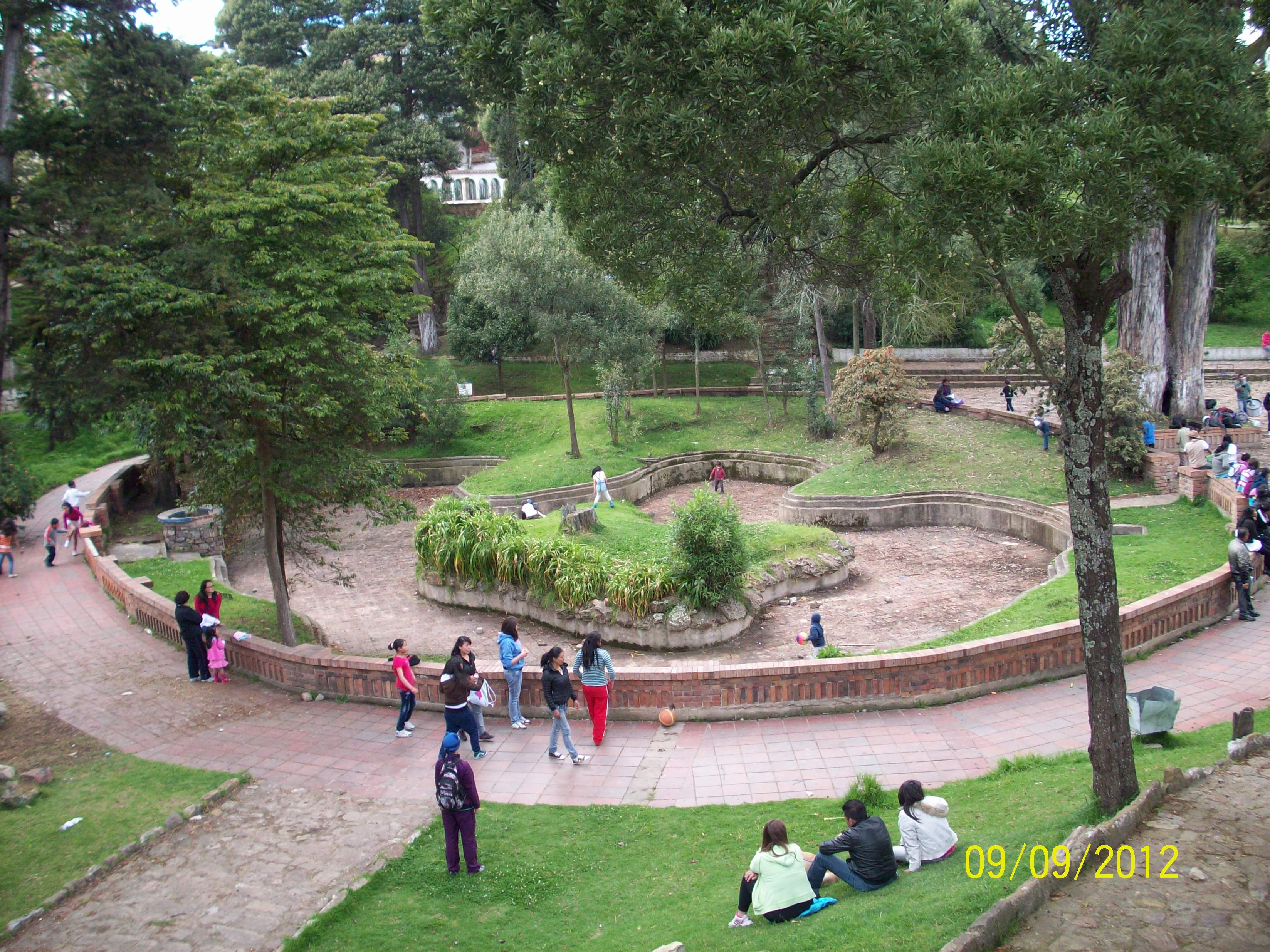
Bosque de La República

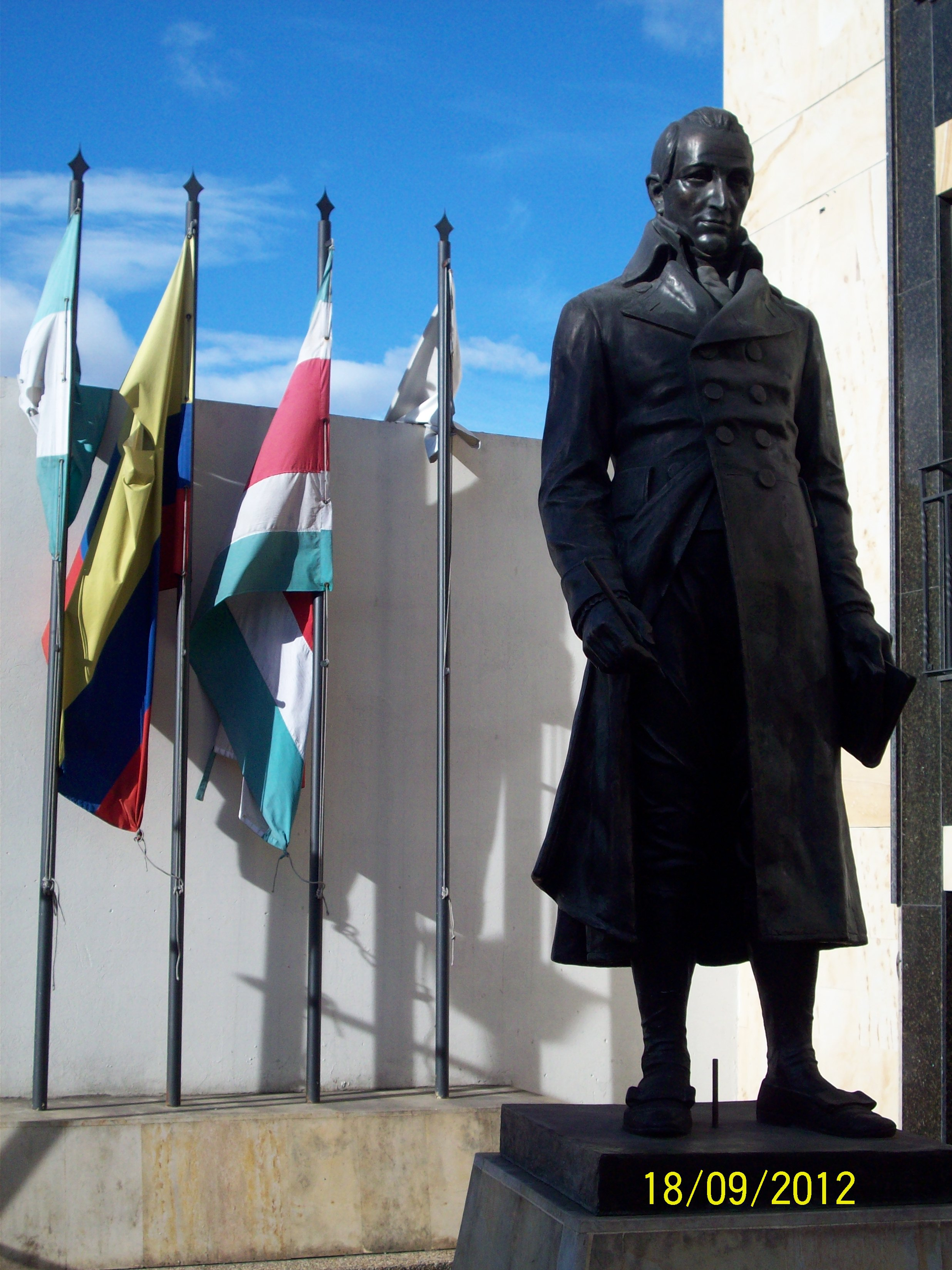
Bolívar, en el Palacio de Justicia

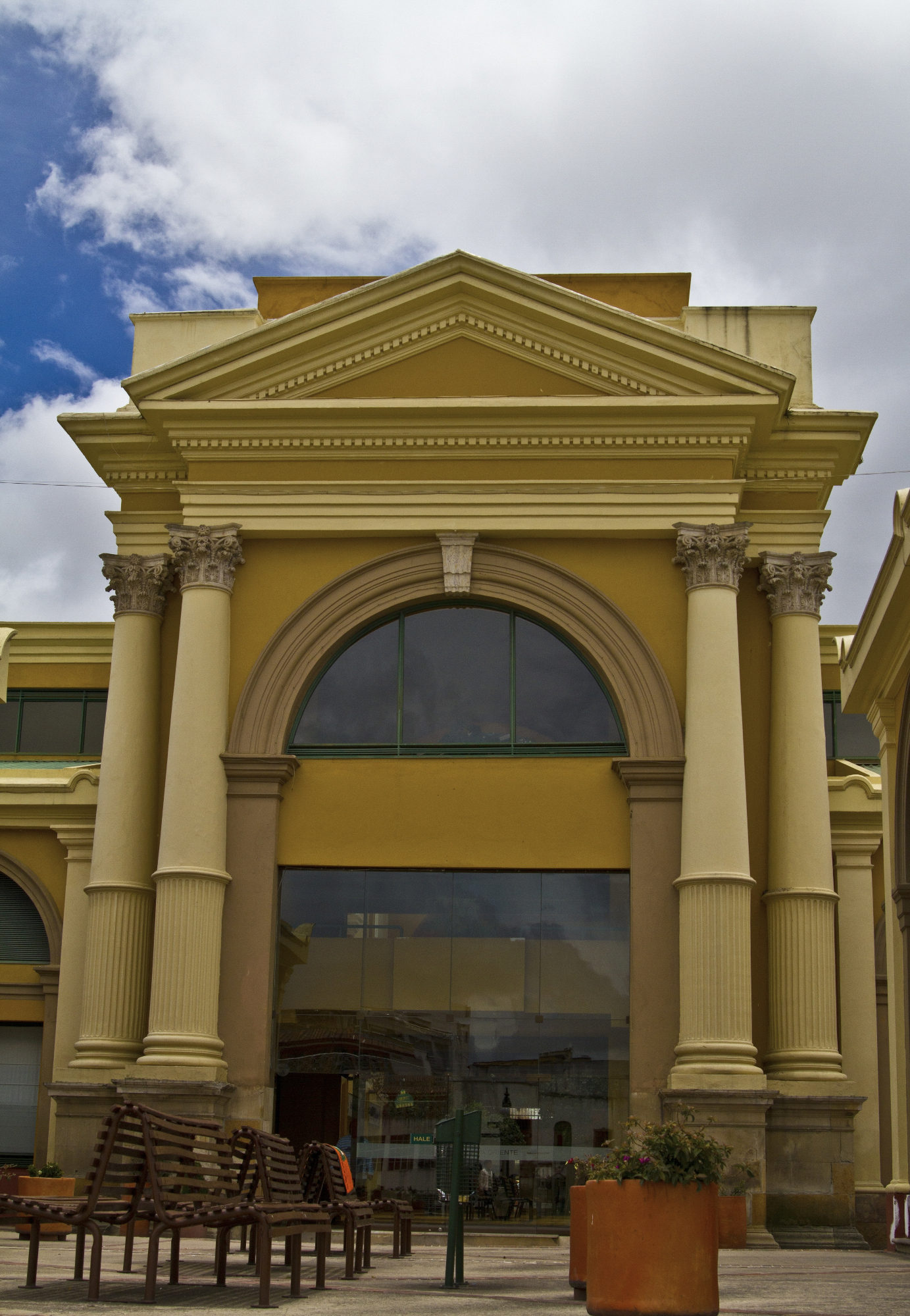
Plaza Real

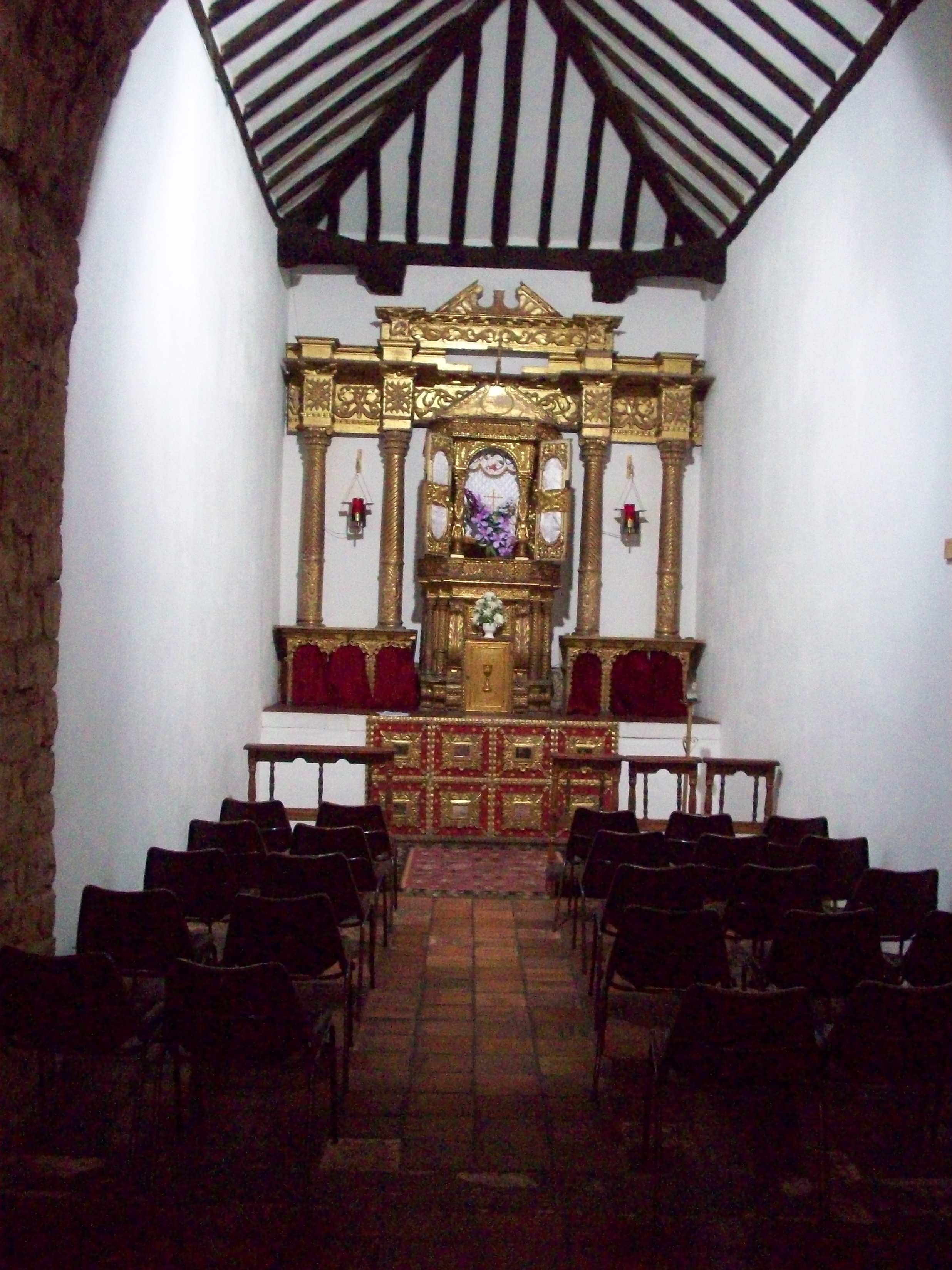
Altar de la Iglesia de San Ignacio

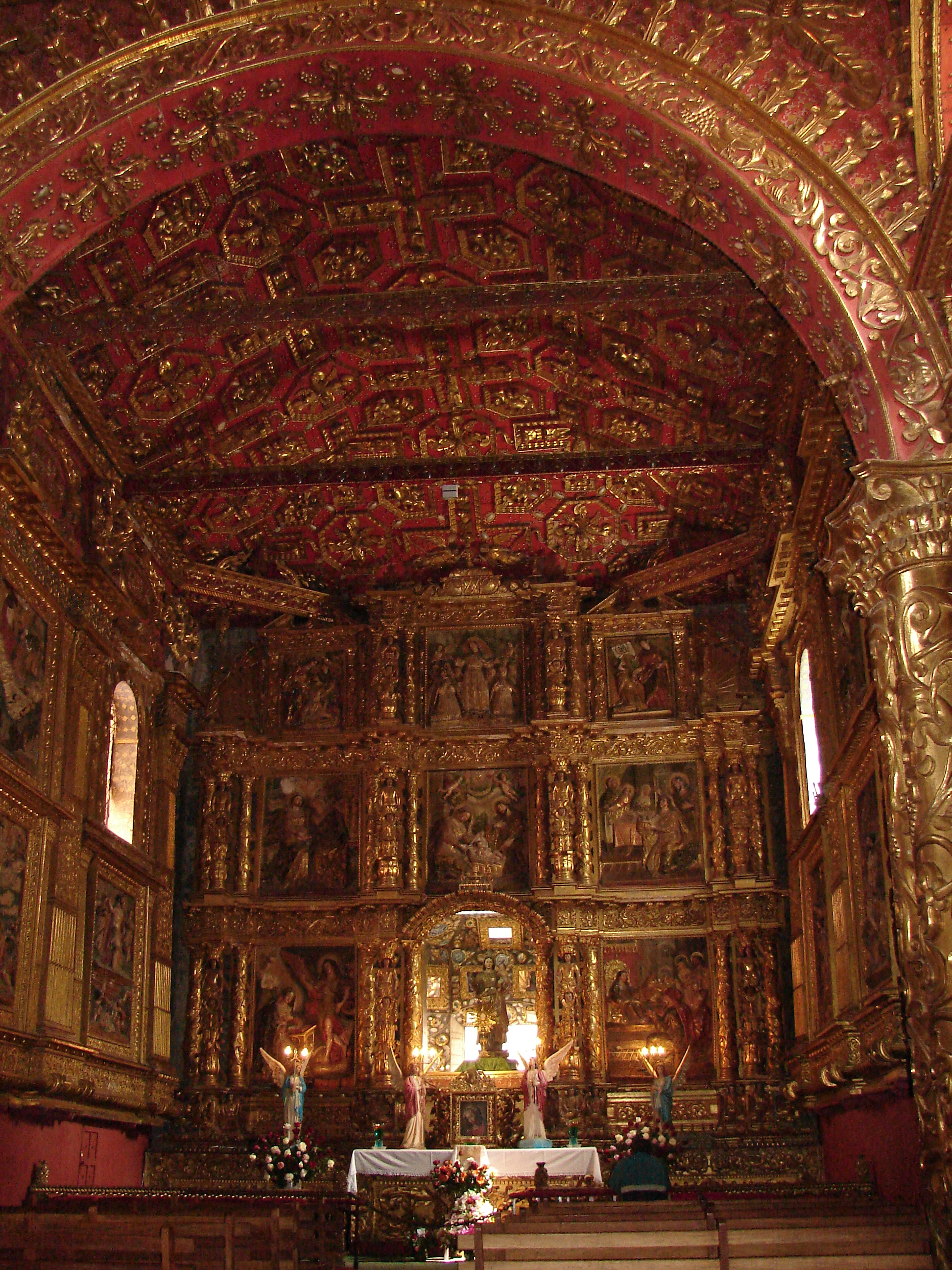
Réplica de la Capilla Sixtina en la iglesia de Santo Domingo

Los barrios dentro de la zona del centro histórico son:
- Surinama
- Obrero
- Gonzalo Suárez Rendón
- Aquimín
- El Bosque
- Bogotá
- San Laureano
- El Consuelo
- Santa Bárbara
- San Ignacio
- Centro
- Santa Lucía
- Popular
- Las Nieves
- Maldonado
- 20 de Julio
- Lidueña
- Belalcázar
- Jorge Eliécer Gaitan

## Turismo

### Principales sitios históricos

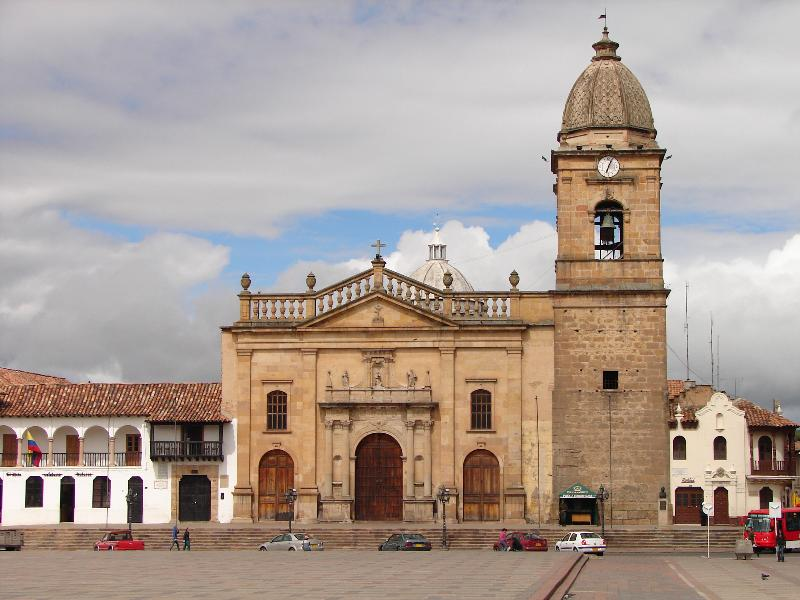
Catedral Basílica Metropolitana Santiago de Tunja

- La Catedral Basílica Metropolitana Santiago de Tunja

Es una de las construcciones edede
coloniales más imponentes de la ciudad y es reconocida como la catedral más antigua de Latinoamérica. Su construcción comenzó en 1567 y finalizó en 1574, junto al casco histórico y el conjunto monumental de la ciudad fueron declarados monumento histórico por el gobierno nacional en el año 1959 y ratificado por el Ministerio de Cultura, y es una de las joyas arquitectónica más antiguas y bellas del Departamento. Es la expresión del arte cristiano gótico-mudéjar del Renacimiento y del siglo XVI, La Catedral es sede de la Arquidiócesis de Tunja.
- Santuario de la Virgen del Milagro del Topo

El Santuario de la Virgen del Milagro del Topo, ubicada la comuna Occidental del Distrito Histórico y Cultural de Tunja es lugar de gran concurrencia departamental debido a sus reconocidas ceremonias religiosas.
- Iglesia de Santo Domingo

Realza por su valor histórico, religioso, artístico y cultural la Capilla del Rosario de la Iglesia de Santo Domingo de Guzmán que se ubica a una cuadra de la Plaza de Bolívar de Tunja. Ha sido calificada como "La Capilla Sixtina de América", por la excelencia en la calidad del manejo del Arte Barroco dentro de ella, que la hace ser la más representativa de este estilo en toda América.
- Museo Casa del Escribano Juan de Vargas

Museo Cultural de Tunja desde 1984.

### Otros monumentos
Las siguientes direcciones son suministradas por 472 la Red Postal de Colombia y por Google Maps por lo que la nomenclatura es: (C:Calle), (K:Carrera), (S:Sur), (E: Este), (A: Avenida).
| Nombre del Monumento                              | Características                                                                         | Dirección                |
| ------------------------------------------------- | --------------------------------------------------------------------------------------- | ------------------------ |
| Catedral Basílica Metropolitana Santiago de Tunja | Primera catedral construida en Colombia                                                 | Plaza de Bolívar         |
| Iglesia de las Nieves                             |                                                                                         | K10-C22                  |
| Iglesia de Santo Domingo                          |                                                                                         | K11-C20                  |
| Casa del Escríbano Juan de Vargas                 |                                                                                         | K10-C22                  |
| Iglesia de San Ignacio                            |                                                                                         | K10-C18                  |
| Iglesia de Santa Bárbara                          | Ornamentos bordados por Juana La Loca                                                   | K11-C17                  |
| Ermita de San Laureano                            |                                                                                         | K9-C15                   |
| Convento de Santa Clara la Real                   | Convento de las hermanas carmelitas                                                     | K11-C21                  |
| Iglesia de San Francisco                          |                                                                                         | K10-21A                  |
| Iglesia de Nuestra Señora del Milagro del Topo    |                                                                                         | K15-C19                  |
| Claustro de la Compañía de Jesús                  | Colegio de Boyacá sede "Francisco de Paula Santander                                    | K10-C19                  |
| Claustro de San Agustín                           | Biblioteca del Banco de la República y Archivo Histórico de Boyacá                      | K9-C23                   |
| Cojines del Zaque                                 |                                                                                         | K4-C12                   |
| Bosque de la República                            |                                                                                         | K11-C14                  |
| Columna a los mártires                            | Parque San Laureano                                                                     | K10-C14                  |
| Casa del Fundador Gonzalo Suárez Rendón           | Única casa de un fundador en Colombia                                                   | Plaza de Bolívar         |
| Casa de Juan Agustín Niño y Álvarez               | Casa familiar del prócer mártir Juan Nepomuceno Niño                                    | Plaza de Bolívar         |
| Alto de San Lázaro                                |                                                                                         | San Lázaro Comuna 4      |
| Casa Museo Juan de Castellanos                    |                                                                                         | Plaza de Bolívar         |
| Plaza de Bolívar de Tunja                         | Monumento de Bolívar en dirección al Puente de Boyacá                                   | K9-C19                   |
| Palacio de la Torre                               | Gobernación de Boyacá                                                                   | Plaza de Bolívar K10-C20 |
| Casa Cultural Gustavo Rojas Pinilla               | Monumento nacional según ley 50 9/10/1986                                               | K11-C16                  |
| Paredón de los Mártires                           |                                                                                         | K9-C14                   |
| La Pila del Mono                                  | Mono de la Pila (incluido en un adagio popular)                                         | K9-C20                   |
| Plaza Real de Tunja                               | Centro comercial, empresarial y de negocios. Monumento nacional decreto 3070 20/12/1990 | K14-C20                  |
| Pasaje de Vargas                                  | Corredor comercial histórico de la ciudad, entre la Plaza de Bolívar y la carrera 11    | K11-K10                  |
| Convento de Santo Domingo                         | Edificio de la Universidad Santo Tomás sede Centro Histórico                            | K12-C19                  |
| Estación del Ferrocarril                          | Comando de policía de carreteras. Monumento nacional                                    | K12-C19                  |
| Parque Santander                                  | Media torta, réplica del Puente de Boyacá y monumento a Santander                       | A Colón                  |
| Parque Pinzón                                     | Construido sobre antiguo asentamiento precolombino                                      | K8-C23                   |
| Parque Maldonado                                  |                                                                                         | C10-C30                  |
| Parque La Esperanza                               |                                                                                         |                          |
| Parque Hoyo del Trigo                             | Construido sobre antigua bodega de trigo                                                | C22-K12                  |
| Museo de Historia de la Salud y la Medicina       |                                                                                         | Facultad de Salud-UPTC   |
| Los Hongos                                        | Fuente rodeada por esculturas de hongos                                                 | Avenida Oriental         |
| Glorieta norte                                    | Monumento a la Raza Muisca                                                              | Glorieta Norte           |

### Otros lugares
- Hospital San Rafael
- Escuela de Música de Tunja
- Facultad de Ciencias de la Salud (FCS), UPTC
- Alianza Francesa
- Cementerio Central